# 京成ストア

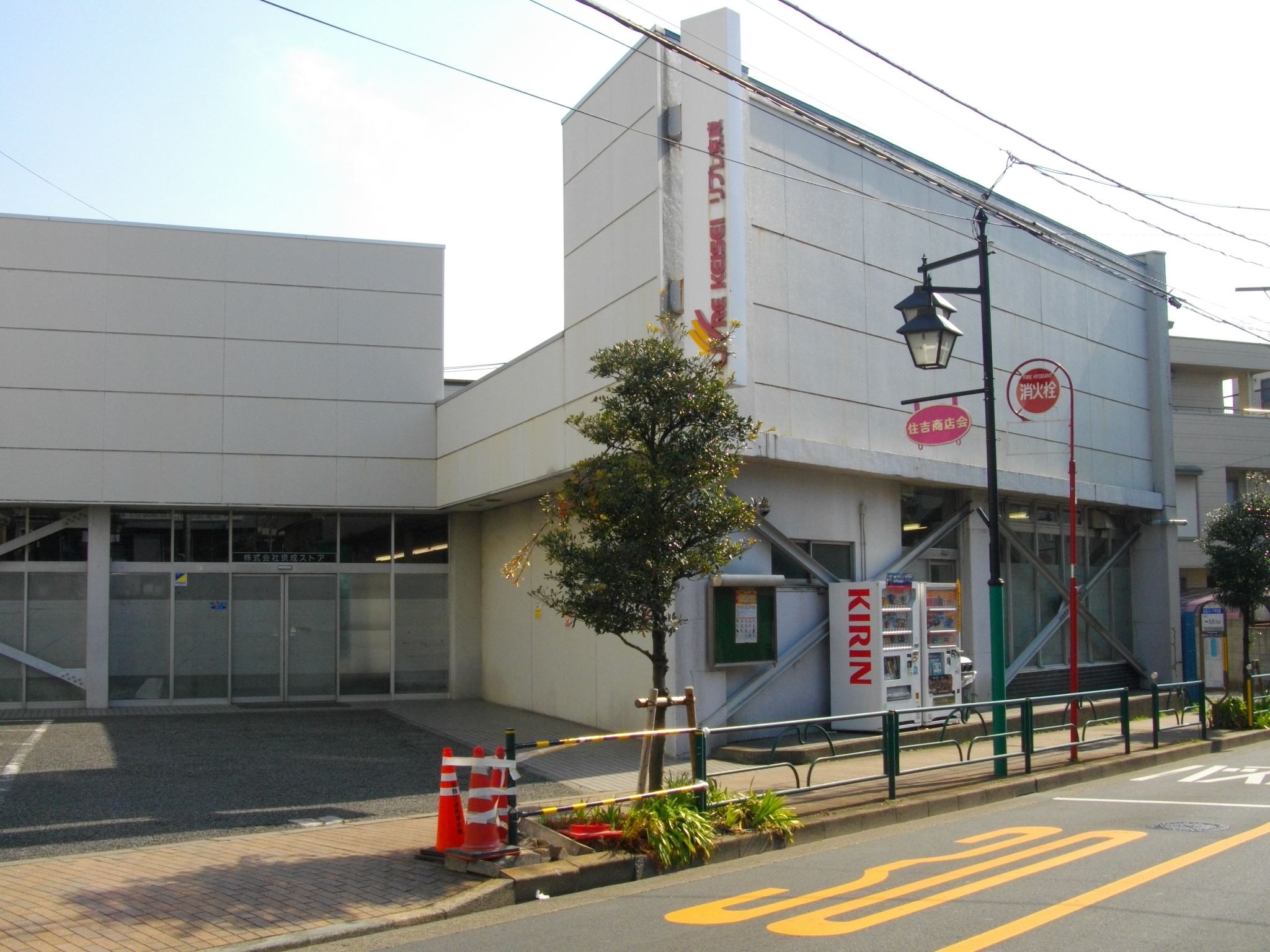
旧本社（現在は移転）

株式会社京成ストア（けいせいストア、英: Keisei Store Co., Ltd.）は、「リブレ京成（LIVRE KEISEI）」の名称でスーパーマーケットなどを店舗展開する日本の企業。京成電鉄株式会社の完全子会社であり、京成グループの企業の一つ。京成カード（リブレ京成・リブレキッチン・セルカ・京成フラワー・GIFT KEISEI JAPNESE SOUVENIR のみ）加盟店。

## 歴史・概要
1958年（昭和33年）3月20日に設立された京成興業が1960年（昭和35年）4月20日に常盤平店を開店したのが始まりである。
1973年（昭和48年）12月21日に京成興業の100%出資で株式会社京成ストアが設立され、翌年1974年（昭和49年）1月16日に京成興業のストア部門と駅売店部門を継承して事業を開始した。
そして、同年10月2日に本部事務所を京成上野ビルに移転した。
1979年（昭和54年）4月に商品の発注管理システムを導入し、1984年（昭和59年）2月にメーカーや問屋などとの間をオンライン化してコンピューターによる発注業務自動化を実施した。
また、同年10月1日に市川京成を吸収合併した。
1981年（昭和56年）11月1日に「京成電車時刻表」を創刊して発売を開始した。
1983年（昭和58年）8月に総合信販と提携し、同年9月から「GC京成ファミリーカード」の発行を開始した。
当初スーパーマーケットは社名と同じ「京成ストア」と称していたが、創業25周年にコーポレートアイデンティティ (CI) を導入して、1985年（昭和60年）6月5日に「リブレ京成（LIVRE KEISEI）」となった。
1986年（昭和61年）6月に「フレッシュ京成」が八千代市と習志野市で宅配事業を開始した。
同年12月に生鮮食品についても発注管理システムを導入した。
1994年（平成6年）10月に千葉市中央区にあった食品と衣料品の物流センターの運営を西野商事に委託し、1995年（平成7年）6月に雑貨の物流センター業務も同社に委託した。
1996年（平成8年）9月5日に新柴又店を開店し、初の直営インストアベーカリーと直営惣菜売り場の運営を開始した。
2017年（平成29年）6月5日に本社を千葉県市川市市川に移転した。
2020年（令和2年）7月に八千代市で当社のとくし丸1号車の営業を開始し、移動スーパー事業へ参入した。

## 店舗
京成電鉄沿線を中心にスーパーマーケット20店舗（東京都東部7店舗と千葉県13店舗を展開している（2024年7月時点）。
同社で他に展開している事業としては、ドラッグストア2店舗（マツモトキヨシのフランチャイズ店舗）、花卉販売店「京成フラワー」4店舗、「GIFT KEISEI JAPANESE SOUVENIR」、レンタルビデオ業（TSUTAYAのフランチャイズ店舗、2店舗）、業務スーパー（フランチャイズ店舗、5店舗）などがある。
現行店舗の詳細については公式サイト「店舗案内」を参照。

### かつて存在した店舗

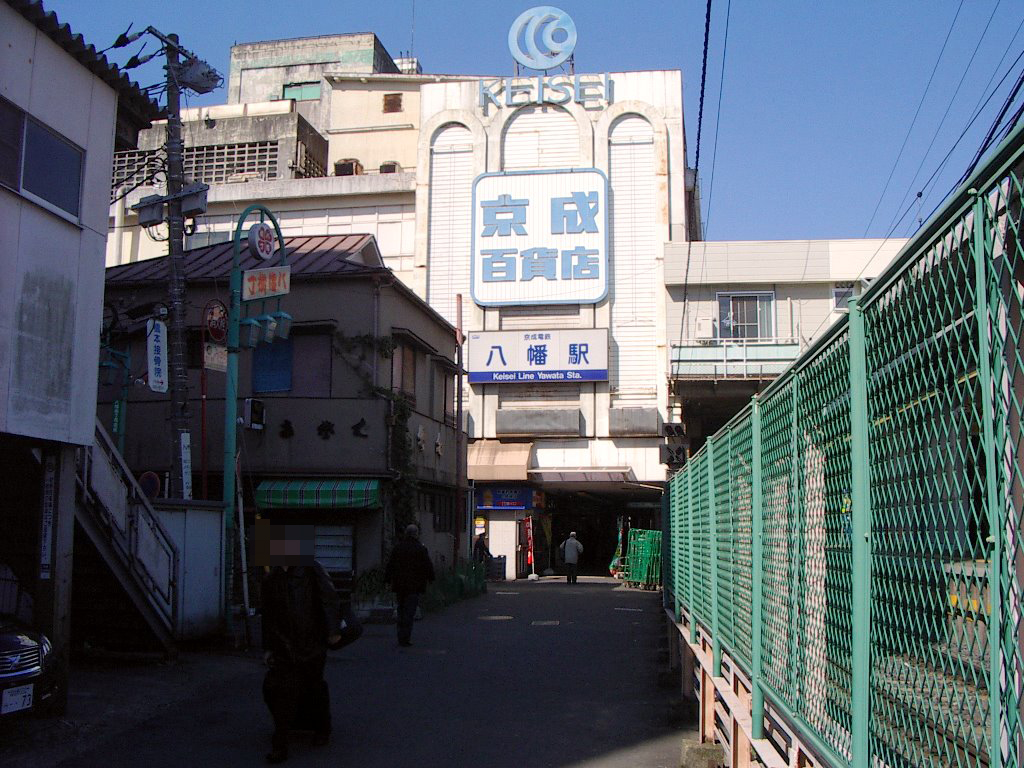
市川京成（八幡駅前店）

1974年（昭和49年）1月16日に当社として事業を開始した時点ではストア部門の他に駅売店も京成興業から継承していた。
そのため1992年（平成4年）時点では京成駅構内売店70店舗の運営を行っていた。

#### 東京都
- 高砂店（葛飾区高砂8-29-5[23]、1960年（昭和35年）4月20日開店[23]）

店舗面積618m2。
京成高砂駅前のイトーヨーカ堂との競合に敗れて閉店となった。
- 青戸店（葛飾区本田中原62[25]、1960年（昭和35年）6月1日開店[25][26]）

売場面積655m2
（初代）京成青戸ビル1階と地下1階に出店していた。
1989年（平成元年）3月24日に開業した「青戸ユアエルム」の3号館に（2代目）青戸店が開店した。
- 水元店（葛飾区水元2-19-10[29]、1990年（平成2年）3月24日開店[30]）

売場面積1,050m2
- 新柴又店（葛飾区、1996年（平成8年）9月5日開店[19]）

- お花茶屋店（葛飾区）[要出典]

#### 千葉県

##### 千葉市
- 千葉店（千葉市本千葉町14-1[31]（旧・千葉町258[32][33]）、1967年（昭和42年）9月28日開店[32]）

売場面積462m2 → 1,123m2
[『千葉中央ショッピングセンター Mio』リニューアルに伴い、2021年10月29日に『リブレ京成 千葉中央店』として復活という形である。
- （初代）稲毛店（千葉市小仲台町2-6-1[32]、1969年（昭和44年）12月1日開店[32]）

売場面積588m2
- 稲毛ファミールハイツ店[6] → （2代目）稲毛店[33]（千葉市長沼町269-1[33]、1973年（昭和48年）12月開店[33]）

売場面積675m2
現・ファミリーマート
- （初代）千城台店（千葉市千城台北1-24-1[31]（旧・千城台北町2-159[32][33]）、1967年（昭和42年）9月28日開店[32] - 1994年（平成6年）閉店[34]）

売場面積462m2 → 1,137m2
- （2代目）千城台店（千葉市若葉区千城台北3-21-2[35]、1995年（平成7年）3月23日開店[35] - 2020年（令和2年）2月24日閉店[広報 5]）

地上4階建て、売場面積2,299m2
千葉都市モノレール千城台駅前のショッピングセンター「ラパーク千城台」に長崎屋と共に核店舗として出店していた。
2020年2月にラパーク千城台から撤退し閉店、3月にはラパーク千城台自体が撤退。
ラパーク千城台跡には、2020年（令和2年）7月26日にロピアを核店舗とするイコアス千城台が開業した。
- 千葉海浜店[37] → 真砂店[38]（千葉市真砂3-15-2[37][38]、1975年（昭和50年）10月10日開店[39] - 1995年（平成7年）閉店[34]）

売場面積484m2

##### 松戸市
- （初代）常盤平店（松戸市二ッ塚367[40]、1960年（昭和35年）4月20日開店[41][42]）

延べ床面積761.12m2、店舗面積428m2。
京成ストア1号店であったが、常盤平京成ビル内に移転する形で閉店となった。
店舗跡は「ジョリーⅡ」となった。
- （2代目）常盤平店（松戸市常盤平3-10-1[43]、1964年（昭和39年）3月18日開店[41]）

店舗面積1,605m2。
常盤平京成ビル内に移転する形で出店していた。
- （初代）五香店（松戸市金ヶ作字海道408[40]、1961年（昭和36年）9月6日開店[26]）

鉄骨鉄筋コンクリート造平屋建て、延べ床面積601m2
常盤平団地の一角の新京成電鉄五香駅前に出店していたが、駅前広場に移転する形で閉店となった。
- （2代目）五香店（松戸市常盤平5-18[43]、1965年（昭和40年）4月16日開店[26]）

売場面積1,005m2
新京成電鉄五香駅前広場に移転する形で出店していたが、閉店となった。
- 小金原店（松戸市小金原6-2-13[31]（旧・松戸市栗ケ沢647-1[43]）、1969年（昭和44年）10月24日開店[43]）

店舗面積1,356m2。

##### 柏市
- 西原店（柏市西原3-1-5[45]、1990年（平成2年）12月14日開店[45] - 1994年（平成6年）閉店[34]）

鉄骨平屋建、延床面積2,296m2、売場面積1,495m2

##### 流山市
- 流山店（流山市平和台3-8-10[38]、1973年（昭和48年）12月開店[38] - 1995年（平成7年）閉店[34]）

売場面積2,975m2
- 初石店（流山市東初石3-103-93[46]、1981年（昭和56年）3月開店[2]）

売場面積622m2
- 流山加台店（流山市加876番地[47]、1993年（平成5年）4月8日開店[47][48] - 2013年6月27日閉店[要出典]）

現・コモディイイダ

##### 我孫子市
- 湖北台店（我孫子市湖北台7-59-10[49]、1970年（昭和45年）4月4日開店[49]）

売場面積400m2
現・ファミリーマート
- しいのき台店（東葛飾郡沼南町[50]、1999年（平成11年）9月25日開店[50]）

売場面積1,530m2

##### 市川市
- 八幡店（市川市八幡3-2-1京成百貨店1階[52]、1981年（昭和56年）6月開店[2] - 2010年（平成22年）2月28日閉店[要出典]）

当初は1階のみであったが、1984年（昭和59年）10月1日に市川京成を吸収合併し、2階から5階も当社の運営となった。
店舗面積6,177m2。
2013年（平成25年）9月25日に京成電鉄本社が移転して業務を開始した。
- 塩浜店（市川市塩浜4-2-1-101[52]、1981年（昭和56年）4月開店[2]）

店舗面積900m2。
- 国府台店（市川市、1991年（平成3年）開店[54] - 2016年（平成28年）5月10日閉店[要出典]）

店舗面積2,174m2。
同じ地番に本社事務所がある。
2017年（平成29年）9月1日に本社移転と耐震工事に伴って売り場面積を縮小して「リブレキッチン国府台店 with コミュニティ・ストア」（284m2）として新装開店した。
2018年9月1日、「リブレキッチン国府台店」としてリニューアル・オープン
- 菅野店（市川市菅野2-14-17[57]、1992年（平成4年）11月20日開店[58]）

##### 浦安市
- オリエンタルランド店（浦安市富岡3-19[37]、1977年（昭和52年）5月開店[59]）

売場面積342m2
1977年（昭和52年）4月から今川団地と見明川団地の入居開始たことに対応するため、暫定的な商業施設として開店した。
- 浦安パークスクエア店（浦安市富岡3-2-1[61]（旧・3-17[62]）、1979年（昭和54年）11月23日開店[63][64] - 2009年（平成21年）11月30日閉店[要出典]）

敷地面積約15,000m2、鉄骨造地上2階建て、延べ床面積約11,853m2、店舗面積約6,402m2（当社店舗面積約2,934m2）、駐車台数約250台。
鉄骨造り地上2階建て、店舗面積1,647|m2。
首都圏では珍しいオープンモール型低層ショッピングセンターの「パークスクエア」の核店舗として出店していた。

##### 船橋市
- 前原店（船橋市前原西8-24-1[65]、1961年（昭和36年）4月1日開店[26]）

延べ床面積661m2、売場面積430m2
前原団地の入り口付近に出店していた。
2003年（平成15年）11月8日に（2代目）前原店が開店した。
現・くすりの福太郎、現在営業中のアルビス前原店とは別店舗
- 高根グリーンハイツ店（船橋市緑台2-6-13[38]、1972年（昭和47年）7月開店[38]）

売場面積525m2
- （初代）高根台店（船橋市高根台町1-2[1]、1962年（昭和37年）12月15日開店[26]）

延べ床面積910m2、店舗面積560m2。
新京成電鉄高根公団駅前に出店していた。
1995年（平成7年）11月8日に開業した「エポカ高根台」の核店舗として移転する形で（2代目）高根台店が開店した。
- 高根ジョリー（船橋市高根台町1-1-4[31]、1976年（昭和51年）7月1日開店[68]）

地上3階建て、売場面積362m2
新京成電鉄高根公団駅ビル・サンプロムナードに出店していた衣料品店だった。
- 三咲店（船橋市三咲5-9-7[69]、2019年（令和元年）5月31日閉店[要出典]）

現・業務スーパー、マツモトキヨシ
- ららぽーと店（船橋市、2012年（平成24年）1月29日閉店[要出典]）

現・ロピア

##### 習志野市
- ドラッグリンクス津田沼駅店（習志野市津田沼3-1-1津田沼駅内[70]）

##### 八千代市
- （初代）八千代台店（八千代市八千代台西1-1-9[71]、1966年（昭和41年）12月12日開店[71] - 1977年（昭和52年）閉店[24]）

店舗面積666m2。
1977年（昭和52年）12月3日に八千代台東1-1-10に開業した「ショッピングパーク ユアエルム」1階に八千代台ユアエルム店が開店し、スクラップアンドビルドの形で閉店となった。
- 高津店（八千代市高津833[38]、1972年（昭和47年）5月開店[38] -  2021年（令和2年）8月31日閉店[広報 6]）

敷地面積2,000m2、2階建て、売場面積1,310m2
日本住宅公団の団地内に出店していた。
- 村上店（八千代市村上団地2-18号棟[76]、2015年（平成27年）閉店[76]）

店舗跡は解体され、一部の跡地にセブンイレブンとドラッグストア クリエイト村上団地店が開店した。
- 大和田店（八千代市[55]、1987年（昭和62年）10月開店[55] - 2015年10月8日閉店）

店舗面積800m2、駐車場100台。
現・ドラッグストア クリエイト

##### 四街道市
- 美しが丘店（四街道市美しが丘1-18[78]、1989年（平成元年）8月30日開店[78]）

敷地面積6,193m2、延床面積2,008.m2、売場面積1,494m2、駐車台数100台
四街道駅南口から徒歩10分の場所に住宅都市整備公団が市と共に開発した住宅地「四街道美しが丘」に出店していた。

##### 佐倉市
- （初代）志津店（佐倉市上志津1831[80]、1974年（昭和49年）6月29日開店[80][81] -  1977年（昭和52年）閉店[24]）

売場面積1,584m2、駐車台数約60台。
志津店もボウリング場を利用して開設された店舗だった。
スクラップアンドビルドの形で閉店となった。
- （2代目）志津店（佐倉市上志津1831[38]、?開店 -  2021年（令和3年）8月31日閉店[要出典]）

売場面積1,695m2。
- ユーカリが丘店（佐倉市、1983年（昭和58年）12月開店[2]）

売場面積496m2
- 佐倉白銀店（佐倉市白銀3-4-3[83]、1991年（平成3年）5月開店[84]）

現・セブンイレブン
- 佐倉井野店（佐倉市、2012年4月29日閉店）

現・業務スーパー

##### 君津市
- 君津店（君津市大和田324[31]（旧・君津郡君津町大和田324[85]）、1968年（昭和43年）8月6日開店[85]）

店舗面積935m2 → 1,103m2。
新日本製鉄大和田社宅内に出店していた。

##### 木更津市
- 岩根西店（木更津市、1983年（昭和58年）11月開店[2]）

売場面積274m2
- 岩根高砂店（木更津市、1983年（昭和58年）11月開店[2]）

売場面積495m2

#### 埼玉県
- MEGAドン・キホーテ三郷店（三郷市さつき平1-1-1[87]、1991年（平成3年）11月22日開店[88] - 2008年（平成20年）9月25日閉店[89]）

長崎屋が開発した郊外型ショッピングセンター「ラパーク三郷」の地下1階の食料品売り場として出店していたが、2008年（平成20年）6月にMEGAドン・キホーテ業態に転換した際にドン・キホーテと長崎屋は直営の食品売場を導入したことから閉店することとなった。
- ララガーデン春日部店（春日部市、2007年（平成19年）11月8日開店[91] - 2014年（平成26年）7月31日閉店[要出典]）

三井不動産の商業施設「ララガーデン春日部」の核店舗として出店していた。

#### 茨城県
- 取手店[92] → 取手井野店[2]（取手市井野団地3-19[92]、1975年（昭和50年）12月開店[92][2] - 1994年（平成6年）閉店[34]）

売場面積545m2
現・介護施設
- 取手中央店（取手市西2-2-11[93]（旧・稲字向原70[37]）、1977年（昭和52年）5月開店[59] - 2009年（平成21年）9月閉店[要出典]）

店舗面積367m2 → 412m2。
- 取手戸頭店（取手市戸頭6-2-6丸源ビル[94]、1980年（昭和55年）12月開店[55] - 1995年（平成7年）閉店[34]）

店舗面積1,497m2。
街の市場プロマート戸頭店 - 2019年8月28日閉店
- 下館店（下館市田中町丙164[96]、1963年（昭和38年）10月15日開店[26][97]）

店舗面積666m2。
関東鉄道下館駅前に出店していた。
- 筑波店[37] → 筑波研究学園都市店[2]（茨城県新治郡桜村並木2[37]、1976年（昭和51年）9月開店[6][2]）

店舗面積589m2 → 1,165m2。
- 利根町店（北相馬郡利根町大字早尾字早尾台600-5[98]、1980年（昭和55年）10月開店[2]）

売場面積497m2

### 旧京成デパート・京成デパート系列店舗・過去に存在した系列店舗
- 津田沼駅ビル店 - 1998年閉鎖。現・イトーヨーカドー津田沼店[要出典]
- 成田駅前店[要出典]
- 小岩駅前店 - 1999年閉鎖[要出典]

- 京成水海道店（水海道市栄町2680-2[99]、1973年（昭和48年）3月3日開店[100][101] - 1978年（昭和53年）3月閉店[102]）

敷地面積約8,187m2、延べ床面積約7,467m2 → 約10,274m2、売場面積約1,880m2、駐車台数約100台 → 約340台。
みつかいどうプラザの核店舗で土浦京成百貨店の100%出資子会社だった京成フードと同社が60%を出資した京成ファミリアの2社で出店していた。
当店に代わる核店舗として、1979年（昭和54年）12月9日にヨークマートが出店した。

## かつて存在した事業所
- 葛飾集配センター（葛飾区白鳥3-32-7[106]）
- 江東配送センター（江東区新砂1-13-6[107]）

### 広報など1次資料
1. 1 2 3 4 5 6  “会社案内”. 京成ストア. 2024年7月6日閲覧。
2. ↑  本社移転のお知らせ - 京成ストア・2017年6月5日[リンク切れ]
3. ↑  “店舗情報・チラシ”. 京成ストア. 2024年7月6日閲覧。
4. ↑  “GIFT KEISEI JAPANESE SOUVENIR”. 京成ストア. 2024年7月6日閲覧。
5. ↑  “リブレ京成ラパーク千城台店は2月24日18時をもちまして閉店いたします。”.   京成ストア. 2024年6月27日閲覧。
6. ↑  “リブレ京成高津店は8月31日をもちまして閉店いたします。”.   京成ストア. 2024年6月27日閲覧。